# Qu'est-ce qu'on va penser de nous ?
Pour plus de détails, voir Fiche technique et Distribution.
Qu'est-ce qu'on va penser de nous ? est un film français réalisé par Lucile Coda, sorti en 2023.
Le film est sélectionné en novembre 2023 au festival Les Écrans Documentaires d'Arcueil où il remporte le premier Prix des Écrans Documentaires ainsi que le Prix Lycéen.

## Synopsis
Lucile Coda est issue d'une famille modeste d'un petit village de l'Est de la France près de Besançon. Son père est balayeur nouvellement retraité et ancien ouvrier et sa mère est secrétaire. Lucile insiste pourtant pour faire des études très couteuses dans une école de commerce. Une fois son diplôme acquis, elle pose un regard critique et rétrospectif sur son passé et ses origines sociales. Elle décide alors de filmer ses parents.

## Fiche technique
- Titre : Qu'est-ce qu'on va penser de nous ?
- Réalisation, image et son : Lucile Coda[1]
- Montage : Marie Bottois[1]
- Musique : Ana Servo[2]
- Montage son et mixage : Pablo Salaün[2]
- Étalonnage : Denis Le Paven[2]
- Producteur·rice·s : Emmanuelle Jacq, Gilles Padovani[3], Amélia Sarmento, Clara Kawczak
- Sociétés de production : Mille et Une Films[4], VDH production[5], TVR
- Pays d'origine :  France
- Langue : français
- Durée : 69 min[4]
- Dates de sortie :
  - France : 14 septembre 2023 (première Française[6])

## Distribution[6]
- Viviane Coda
- Philippe Coda
- Lucile Coda

## Production
L'écriture du film débute en fin d'année 2018, un mois avant le début du mouvement des Gilets jaunes en novembre 2018, Lucile Coda estime que ces évènements l'ont « porté dans l'écriture du film ». Le tournage s'est étalé sur 4 ans, à raison d'une semaine de tournage tous les deux mois, avec une caméra achetée par la réalisatrice pour l'occasion. Elle explique avoir appris à filmer en cours de tournage. Initialement le tournage est assuré par la réalisatrice seule, qui est ensuite rejointe par une ingénieure du son.
En août 2020 le film est aidé aux rencontres d'août de Lussas et est aidé par une bourse à l'écriture de la Scam*. Lucile Coda achève le montage grâce au Dispositif Cinéaste en Résidence de Périphérie,.

Selon la réalisatrice, son désir de réalisation coïncide avec la retraite de son père et une « désillusion intellectuelle » :

« Mon père a pris sa retraite de balayeur quand j’avais 25 ans. C’est un travail qui n’est pas du tout valorisé. Ma mère a toujours été secrétaire dans le milieu médical. Moi, j’ai voulu faire de longues études en école de commerce, pour "réussir" ma vie. Mais une fois ces études si chères achevées, j’ai vécu une grande désillusion intellectuelle. Je ne trouvais absolument aucun sens au marketing »

Le livre La Place d'Annie Ernaux est également cité par Coda comme une influence capitale sans laquelle le film n'existerait pas. C'est plus particulièrement la phrase « Je voudrais dire, écrire au sujet de mon père, sa vie, et cette distance venue à l'adolescence entre lui et moi. Une distance de classe, mais particulière, qui n'a pas de nom. Comme de l'amour séparé. » qu'elle estime déterminante.

## Sortie, récompenses et réception
La première projection publique du film à lieu au Ciné 104 de Pantin le 14 septembre 2023. Le 5 octobre 2023, le film est projeté dans le cadre des Rencontres de Films en Bretagne. Il est par la suite sélectionné en novembre 2023 au festival Les Écrans Documentaires d'Arcueil, où il remporte le Prix des Écrans Documentaires ainsi que le Prix des Lycéens,. Le Jury salue un « film concret et direct, traversé de tendresse et d’amour ». Le Jury lycéen souligne un film qui « aide à mieux nous assumer, comme le fait d’avoir des parents ouvriers, de subir une pression sociale et d’avouer son homosexualité ». 
En avril 2024, le film est sélectionné en sélection officielle à la 11ème édition du Festival 7ème Lune,. Il remporte la mention du jury ex æquo avec And How Miserable is the Home of Evil de Saleh Kashefi, ainsi que la Lune du public. 